# Intraterrestres
Pour l’article ayant un titre homophone, voir Intraterrestre.
 Intraterrestres (Firewalker) est le 9e épisode de la saison 2 de la série télévisée X-Files. Dans cet épisode, Mulder et Scully enquêtent sur une forme de vie inconnue qui affecte les chercheurs d'une base scientifique située près d'un volcan.
L'épisode, qui présente plusieurs similitudes avec Projet Arctique, a obtenu des critiques globalement défavorables.

## Résumé
Un robot mobile appartenant à une équipe scientifique effectuant des recherches en milieu volcanique dans la chaîne des Cascades émet une transmission visuelle qui révèle que Phil Erickson, le sismologue de l'équipe, est mort. Une ombre en mouvement apparaît également à l'écran avant que la caméra du robot ne soit détruite. Adam Pierce, ancien membre de l'équipe qui a quitté la mission en raison de ses relations houleuses avec Daniel Trepkos, le responsable du projet, montre ces images à Mulder et Scully, qui sont aussitôt intéressés. Mulder hésite à emmener Scully avec lui mais celle-ci insiste pour reprendre le travail. À leur arrivée, les deux agents inspectent la base de recherches lorsque Mulder est attaqué par Jason Ludwig, l'ingénieur en robotique de l'équipe. Ludwig affirme l'avoir pris pour Trepkos, qui a disparu après avoir détruit ses notes et mis à sac le laboratoire, et présente à Mulder et Scully les autres membres de l'équipe : Peter Tanaka et Jessie O'Neil. Pendant ce temps, Pierce, resté seul dans les bois, est tué par Trepkos.
Le groupe retrouve le corps de Pierce. Plus tard, Mulder trouve dans ce qui reste des notes de Trepkos des références à une forme de vie basée sur le silicium qu'il aurait découverte dans le volcan. L'état de santé de Tanaka se dégrade, et Mulder remarque un renflement étrange dans sa gorge. Tanaka essaie de prendre la fuite mais meurt lorsqu'un organisme lui transperce la gorge en jaillissant hors d'elle. Scully l'identifie comme une sorte de champignon qui aurait poussé à l'intérieur de son corps, et dont les spores contamineraient en explosant les personnes à proximité. Elle trouve également du sable dans ses poumons, ce qui confirme l'hypothèse d'une forme de vie basée sur le silicium.
Mulder, guidé par Ludwig, part explorer les grottes volcaniques pour trouver Trepkos. Ce dernier les surprend et tue Ludwig avant de brûler son corps. Il explique ensuite à Mulder qu'Erickson a été le premier infecté par ces spores parasitaires et que tous les autres membres de l'équipe sauf lui l'ont ensuite été car ils entouraient tous Erickson à sa mort. Dans la base, O'Neil essaie de contaminer Scully en se menottant à elle mais Scully réussit à se protéger des spores à leur explosion lorsque O'Neil meurt d'une manière semblable à Tanaka. Mulder et Trepkos retrouvent Scully. Mulder contacte les secours mais leur cache que Trepkos est avec eux, sachant qu'il refusera de les suivre. Les deux agents sont placés en quarantaine, tandis que Trepkos emmène le corps de O'Neil avec lui dans les profondeurs volcaniques.

## Distribution
- David Duchovny : Fox Mulder
- Gillian Anderson : Dana Scully
- Bradley Whitford : Daniel Trepkos
- Leland Orser : Jason Ludwig
- Shawnee Smith : Jessie O'Neil
- Tuck Milligan : Adam Pierce
- Hiro Kanagawa : Peter Tanaka
- David Lewis : Vosberg

## Production
Howard Gordon a l'idée du scénario après avoir vu un reportage sur le projet Dante, un robot explorateur créé par la NASA et envoyé dans un volcan. Gordon estime que ce scénario lui permet d'explorer les possibles conséquences de la recherche de la vérité par Mulder à travers le personnage de Trepkos, son état d'esprit et ses relations avec Mulder. Gordon pense que la folie est ce qui guette Mulder à l'extrémité de sa quête, et compare le personnage de Trepkos à celui de Kurtz dans la nouvelle Au cœur des ténèbres (1899). Le scénario présente plusieurs similitudes avec ceux des épisodes Projet Arctique et Quand vient la nuit, dans lesquels Mulder et Scully trouvent également de nouvelles formes de vie dans des endroits très isolés. James Wong se montre d'ailleurs inquiet de ces points communs, affirmant que c'est un signe que « la série commence à se cannibaliser elle-même ».
La chaîne des Cascades étant trop éloignée de Vancouver pour servir de lieu de tournage, les extérieurs sont filmés dans une forêt présentant une vue partielle sur ces montagnes. Les intérieurs de la base sont quant à eux tournés dans une centrale appartenant à BC Hydro. Un décor représentant l'intérieur du volcan est construit pour l'épisode, et les plans y sont filmés à l'aide d'une grue. L'acteur Hiro Kanagawa, qui tient le rôle de Peter Tanaka, refera une nouvelle apparition dans la série en interprétant un autre personnage à l'occasion de l'épisode Aux frontières du jamais.

## Accueil

### Audiences
Lors de sa première diffusion aux États-Unis, l'épisode réalise un score de 9 sur l'échelle de Nielsen, avec 16 % de parts de marché, et est regardé par 15,2 millions de téléspectateurs.

### Accueil critique
L'épisode recueille des critiques globalement défavorables. Zack Handlen, du site The A.V. Club, estime que c'est un épisode passable qui a beaucoup de points communs avec Projet Arctique mais qui est dépourvu de son « intensité et d'une menace convaincante ». John Keegan, du site Critical Myth, lui donne la note de 5/10. Le site Le Monde des Avengers lui donne la note de 2/4.
Dans leur livre sur la série, Robert Shearman et Lars Pearson lui donnent la note de 2/5. Sarah Stegall, du site Munchkyn Zone, lui donne la note de 2/5. Le magazine Entertainment Weekly lui donne la note de D-, évoquant un épisode « mauvais au point d'en être insultant » qui semble copier à la fois Projet Arctique et Alien.